# 朗镇
朗镇是中国西藏自治区朗县下辖的一个镇，位于县境西部、雅鲁藏布江南岸，西邻加查县，总面积442.2平方公里，人口2556人。下辖1个居委会、8个村委会：朗巴居委会、巴热村、其次村、娘村、申木村、堆巴村、堆巴塘村、托麦村、冲康村。